# Nolan Gould
Nolan Gould, född 28 oktober 1998, i New York, New York, är en amerikansk skådespelare. Nolan är troligtvis mest känd för sin roll som Luke Dunphy i komediserien Modern Family. Han är bror till skådespelaren Aidan Gould.

## Filmografi

### Filmer
- 2006 – The McPassion (kortfilm)
- 2006 – Waiting Room (kortfilm)
- 2007 – Have a Nice Death (kortfilm)
- 2007 – Sunny & Share Love You
- 2008 – Montana
- 2008 – Sweet Nothing in My Ear
- 2009 – Space Buddies
- 2010 – Hysteria
- 2010 – Monster Heroes
- 2011 – Friends with Benefits
- 2011 – Ghoul (TV-film)

### TV-serier
- 2007 - America's Most Wanted (1 avsnitt)
- 2007 - Out of Jimmy's Head (2 avsnitt)
- 2008 - Eleventh Hour (1 avsnitt)
- 2009 - Disney's Really Short Report (1 avsnitt)
- 2009 - 2020Modern Family (92 avsnitt)
- 2010 - Good Luck Charlie (1 avsnitt)
- 2011 - Doc McStuffins (1 avsnitt)
- 2011 - The Haunting Hour: The Series (1 avsnitt)